# Млинки (дендропарк)
Млинки́ — дендрологічний парк місцевого значення в Україні. Розташований у межах Хотинського району Чернівецької області, в селі Млинки, на території контори Клішківецького листицтва. 
Площа 13,8 га. Статус надано згідно з рішенням 18-ї сесії обласної ради XXII скликання від 21.12.1993 року. Перебуває у віданні ДП «Хотинський лісгосп» (Клішківецьке л-во, кв. 35, вид. 22, 23, 25-27). 
Статус надано для збереження дендрологічного парку, закладеного 1975 року. Зростає 102 види дерев і кущів, у тому числі екзотів. Також багатий видовий склад трав'яних рослин.